# سوف أكلك أخيرا
سوف أكلك أخيرًا: محادثة مع سو ماينجرز هي مسرحية أمريكية من فصل واحد أنتجت في 2013 بواسطة جون لوجن، حول وكيل المواهب سو ماينجرز.

## الإنتاج
بدأ الإنتاج الأمريكي عام 2013 بطولة بيت ميدلر. حققت المسرحية، التي كلف إنتاجها 2.4 مليون دولار، نجاحًا كبيرًا.
كان العرض الأسترالي الأول للمسرحية من إنتاج شركة ملبورن ثياتر الجديدة في أكتوبر 2014، وبطولة ميريام مارجوليس في دور مينجرز وإخراج دين براينت.

## جدل الحي الصيني
في المسرحية، يدعي مينجرز أن جين فوندا رفضت دور إيفلين في فيلم الحي الصيني عام 1974، والذي انتهى به الأمر إلى أن يكون دورًا محددًا لـفاي دوناواي. في عام 2013، ردت فوندا بالقول إن المخرج رومان بولانسكي لم يعرض عليها الجزء أبدًا، وأنه كتب لدوناواي.